# Muzyka wojny secesyjnej

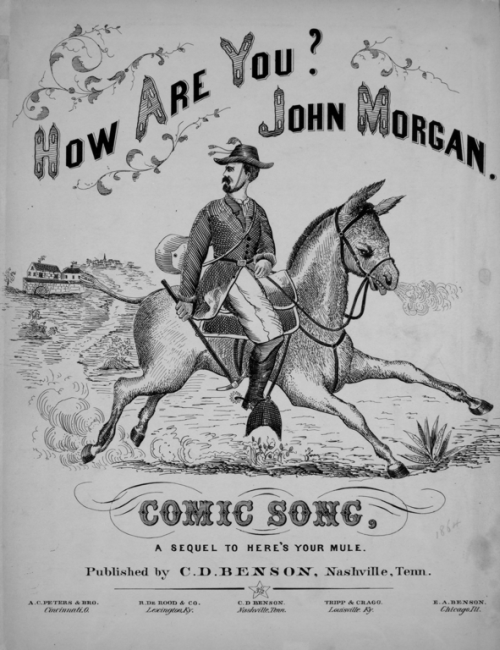
Typowa okładka nut, na której przedstawiano postacie z epoki, takie jak John Hunt Morgan.

Podczas amerykańskiej wojny secesyjnej muzyka odgrywała znaczącą rolę po obu stronach konfliktu: Unii i Konfederacji. Na polach bitewnych różne instrumenty, w tym trąbki, bębny i piszczałki służyły do wydawania rozkazu wymarszu, a czasami po prostu do zwiększenia morale wśród żołnierzy. Śpiew traktowano również jako czynność rekreacyjną, ale był też sposobem na obniżenie nieuniknionych napięć spowodowanych walką na wojnie. Gdy armie przeciwników znajdowały się w małej odległości od siebie, czasami ich zespoły grały w nocy przed bitwą.
Każda ze stron miała swoje ulubione utwory, a niektóre z nich były lubiane przez ludzi zarówno z Północy, jak i Południa, czego przykładem było zamiłowanie prezydenta Abrahama Lincolna do pieśni Dixie, nieoficjalnego hymnu Konfederatów. Do dziś wiele z pieśni z czasów wojny z lat 1861–1865 jest wykonywanych jako utwory patriotyczne. Muzyka tamtych czasów inspirowała również artystów XX-wiecznych, takich jak Lynyrd Skynyrd, czy Elvis Presley.

## Oficjalne regulacje
W maju 1861 roku Departament Wojny Stanów Zjednoczonych oficjalnie zezwolił, aby każdy pułk piechoty i artylerii mógł stworzyć orkiestrę dętą złożoną z 24 członków, a pułk kawalerii orkiestrę złożoną z 16 członków. Wojska Konfederacji również mogły posiadać orkiestry dęte. W ślad za tym szła regulacja Unii z lipca 1861 roku, zgodnie z którą każda kompania piechoty, artylerii i kawalerii powinna mieć dwóch muzyków, tak, aby każdy pułk posiadał zespół złożony z 24 osób. Wraz z przeciąganiem się wojny, ten zapis był ignorowany, ponieważ strzelcy byli bardziej potrzebni niż muzycy. W lipcu 1862 roku orkiestry dęte Unii zostały rozwiązane, chociaż żołnierze wchodzący w ich skład byli czasami werbowani ponownie i spełniali rolę muzyków. Ankieta przeprowadzona w październiku 1861 roku wykazała, iż 75% pułków Unii miało swój zespół. W grudniu 1861 roku w składzie wojsk Unii działało 618 zespołów i było w nich 28000 muzyków. 1 na 41 żołnierzy był muzykiem, a w armii Konfederatów uważano, że stosunek tamtejszych muzyków do innych żołnierzy był podobny.
Muzycy byli często obdarzani specjalnymi przywilejami. Generał Unii, Philip Sheridan podarował zespołom swej kawalerii najlepsze konie i specjalne mundury, wierząc, że muzyka przyczynia się do zwycięstwa w wojnie.
Na polach bitwy muzyków reprezentowali dobosze i trębacze, a okazjonalnie grający na piszczałkach. Trębacze piechoty musieli się nauczyć 49 odrębnych dźwięków, a trębacze kawalerii jeszcze więcej. W skład palety dźwięków wchodziły zarówno komendy podczas bitwy, jak i zawołania na posiłki. Ponieważ dorośli mężczyźni byli potrzebni w roli piechurów, stanowisko dobosza powierzano niekiedy nastolatkom. Najbardziej znanym z tych nieletnich instrumentalistów był John Clem, znany jako „Johnny Shiloh”. Dobosze z wojsk Unii nosili białe pasy, aby podeprzeć bębny. Dobosze i ważniejsi w zespole nosili szarfy mające podkreślić ich status. Po wojnie ten styl był naśladowany przez cywilne orkiestry. Bębniarze maszerowali po prawej stronie w kolumnie. Podobnie jak trębacze, dobosze musieli nauczyć się 39 różnych bitów, czternaście do ogólnego użytku i 24 do rytmu marszowego. Mimo tego trębacze posiadali większe znaczenie niż grający na bębnach.

## Na polu bitwy
Czasami podczas bitew grano całe pieśni. Ocaleni z katastrofalnej szarży Picketta pod Gettysburgiem, wracali przy dźwiękach Być bliżej Ciebie chcę. W bitwie pod Five Forks, muzycy Unii, będąc pod ostrzałem, na rozkaz Sheridana grali Nelly Bly. Samuel P. Heintzelman, dowódca III korpusu wojsk Unii, widział wielu swoich muzyków stojących na tyłach w bitwie o Williamsburg i nakazał im zagrać cokolwiek. Ich muzyka dodała otuchy wojskom Unii i zmusiła Konfederatów do wycofania się. Mówiło się, że muzyka w armii była jak „tysiąc mężczyzn”. Robert E. Lee stwierdzał nawet, że nie sądzi, iż jego armia mogła obywać się bez muzyki.
Muzykom częstokroć nakazywano opuszczenie frontu, aby mogli oni pomagać chirurgom. Jednym z takich przypadków była obecność muzyków z 20 pułku Maine na wzgórzu Little Round Top. Kiedy reszta pułku wycofywała się przed naciskiem Konfederatów, muzycy nie tylko dokonywali amputacji, ale także przeprowadzali je w bardzo szybkim tempie.

## W obozie

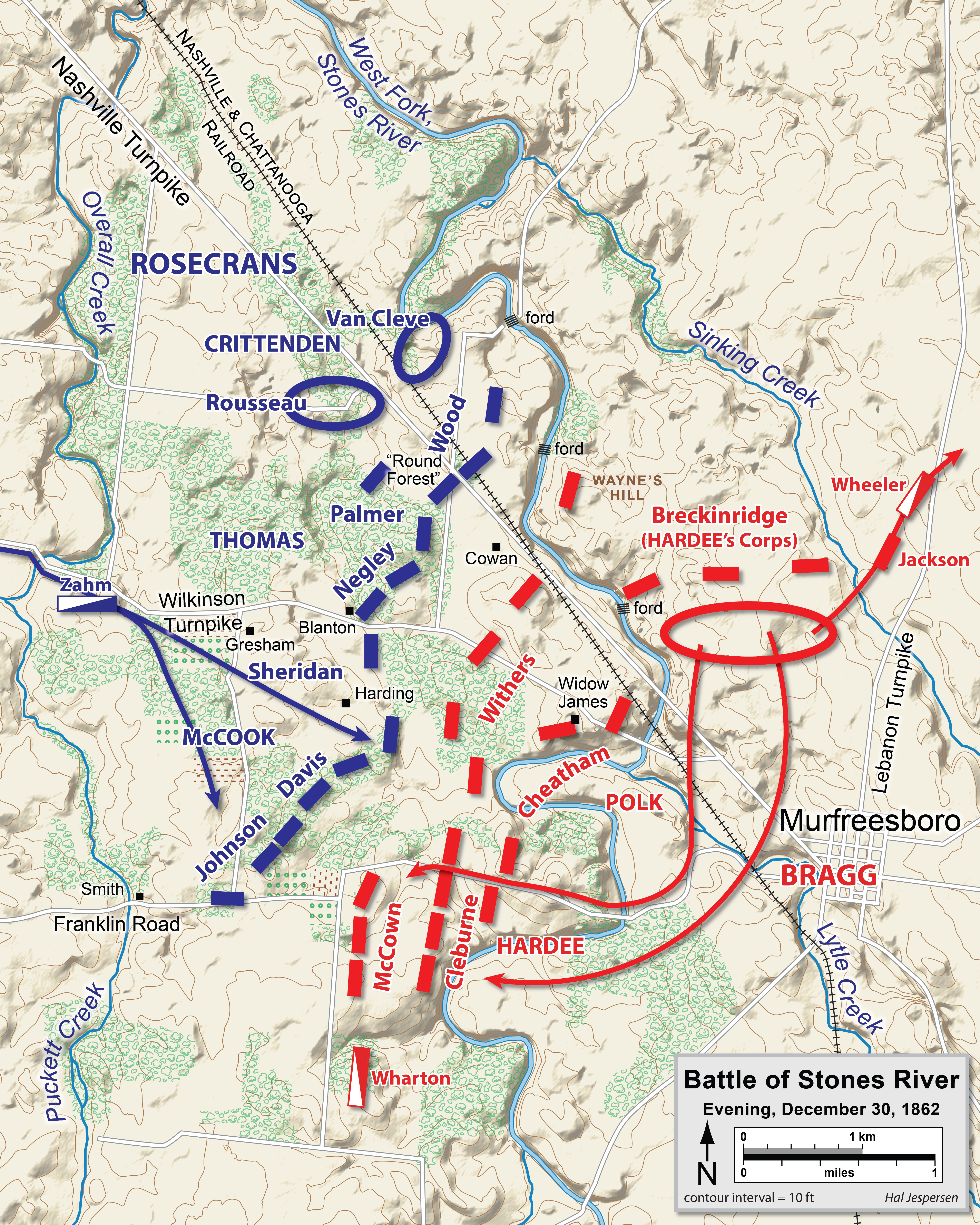
Położenie walczących stron w „pojedynku orkiestr” rozegranego w nocy przed bitwą nad Stones River.

Wielu żołnierzy przynosiło instrumenty z domu dla zabicia czasu w obozie. Szczególnie popularne były banjo, skrzypce i gitary. Instrumenty na jakich grali Konfederaci (oprócz bębnów) zostały zakupione przed wojną lub pochodziły z importu, ze względu na braki Południa w zaopatrzeniu w mosiądz, oraz zakładów, które by takie instrumenty wykonywały.
„Muzyczne starcia” pomiędzy obiema stronami były powszechne. W nocy przed bitwą nad Stones River orkiestry Północy i Południa toczyły „pojedynek na pieśni”. W pewnym jednak momencie obie strony zagrały Home! Sweet Home!, a żołnierze obu armii przyłączyli się swoim śpiewem. Podobna sytuacja zdarzyła się we Fredericksburgu zimą 1862–1863. Zimnym popołudniem orkiestra Unii rozpoczęła granie patriotycznych pieśni z Północy, na co Konfederaci odpowiadali również patriotycznymi utworami ze swojej części Stanów Zjednoczonych. Taka sytuacja trwała aż do nocy, kiedy obie grupy muzyczne zakończyły na wspólnym odśpiewaniu Home! Sweet Home!, wśród okrzyków i wiwatów. W trzecim przypadku, wiosną 1863 roku armie stacjonowały po obu stronach rzeki Rappahannock w Wirginii, kiedy rozbrzmiały patriotyczne melodie jedna ze stron rozpoczęła Home! Sweet Home!, a druga się dołączyła, dodając okrzyki, które rozchodziły się w górzystej okolicy.
Do pieśni popularnych w obu stronach konfliktu należały Maryland, My Maryland (chociaż z nieco odmiennym tekstem), Lorena czy, napisana w 1863 roku irlandzkiego imigranta Patricka Gilmore’a, When Johnny Comes Marching Home.

## Front wewnętrzny

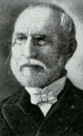
George F. Root

Pierwszą piosenką napisaną na potrzeby wojny była The First Gun is Fired, po raz pierwszy opublikowana i rozprowadzana trzy dni po bitwie o Fort Sumter. Jej twórca, George F. Root, jest uznawany za najbardziej płodnego autora piosenek na potrzeby wojny – stworzył ich łącznie ponad trzydzieści. W swoim liście do Roota, Abraham Lincoln napisał, że ten zrobił dla zwycięstwa więcej niż wielu generałów i mówców.

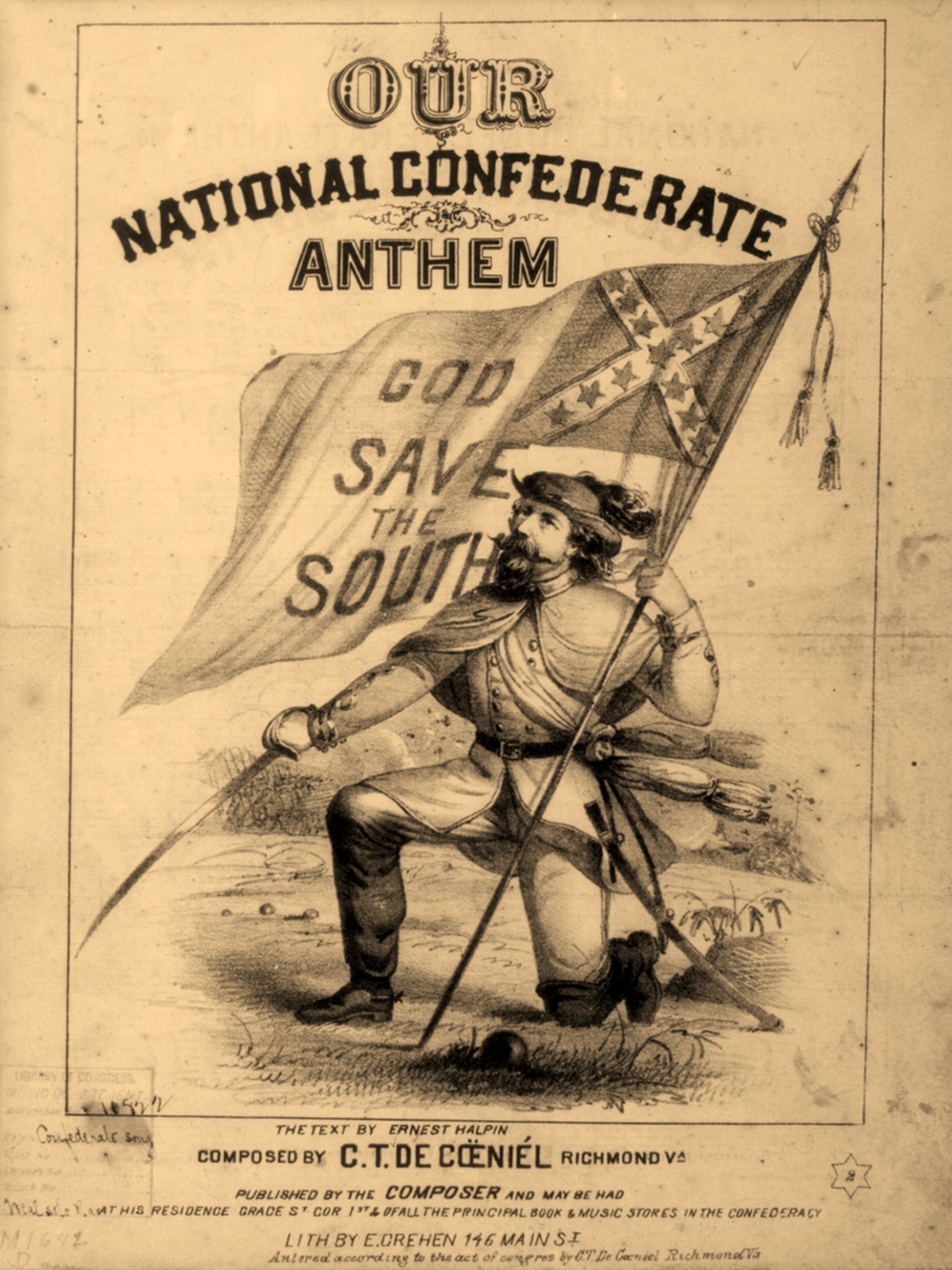
Broszura z piosenką Boże, chroń Południe opublikowaną w Richmond

Południowe stany przez długi czas pozostawały w tyle za Północą w twórczości literackiej. Większość wydawców znajdowała się w pięciu miastach: Charleston, Macon, Mobile, Nashville i Nowy Orlean. W trakcie wojny wydawali pięciokrotnie więcej wydawnictw muzycznych, niż literatury.
Oficjalnym hymnem Skonfederowanych Stanów Ameryki była pieśń Boże, chroń Południe. Najbardziej popularna była jednak Dixie. Dixie była lubiana również przez prezydenta Lincolna. Na wiecu 9 kwietnia 1865 (w dniu kapitulacji armii generała Lee) Lincoln poprosił by zagrano Dixie, co wprawiło dyrektora orkiestry w zdumienie. Lincoln powiedział wtedy, że „Dixie to teraz własność federalna i należy pokazać rebeliantom, że z nami u władzy, będą mogli jej nadal słuchać”. Innym ważnym utworem był The Bonnie Blue Flag, napisany tak jak Dixie w 1861 roku. W odróżnieniu od nich, większość popularnych utworów Północy było napisanych już podczas wojny.
Stany Zjednoczone nie miały w tym czasie hymnu państwowego (The Star-Spangled Banner nie był uznawany za taki aż do początków XX wieku). Żołnierze Unii często śpiewali Battle Cry of Freedom i The Battle Hymn of the Republic uznawane za najbardziej popularne piosenki Północy.

## Odmienne wersje
Mimo że pewne pieśni identyfikowano z jedną z walczących stron, czasem również i druga strona adaptowała konkretny utwór na swój użytek. Na Południu The Star-Spangled Banner śpiewano ze zmienionym tekstem jako The Southern Cross lub The Flag of Secession. Zmieniano także starsze piosenki. Przykładowo pochodząca z czasów wojny o niepodległość piosenka Yankee Doodle została zmieniona na Dixie Doodle, opowiadającą o przewadze konfederatów nad wojskami Unii. Do swoich potrzeb zaadaptowana została także pieśń Battle Cry of Freedom, nawiązując w nowej wersji do symbolów Konfederacji.
Także twórcy z Północy przerabiali utwory z Południa. W północnej wersji słynnej Dixie Skonfederowane Stany Ameryki były przedstawione jako miejsce zdrajców, aligatorów i grzechotników.

## Spuścizna

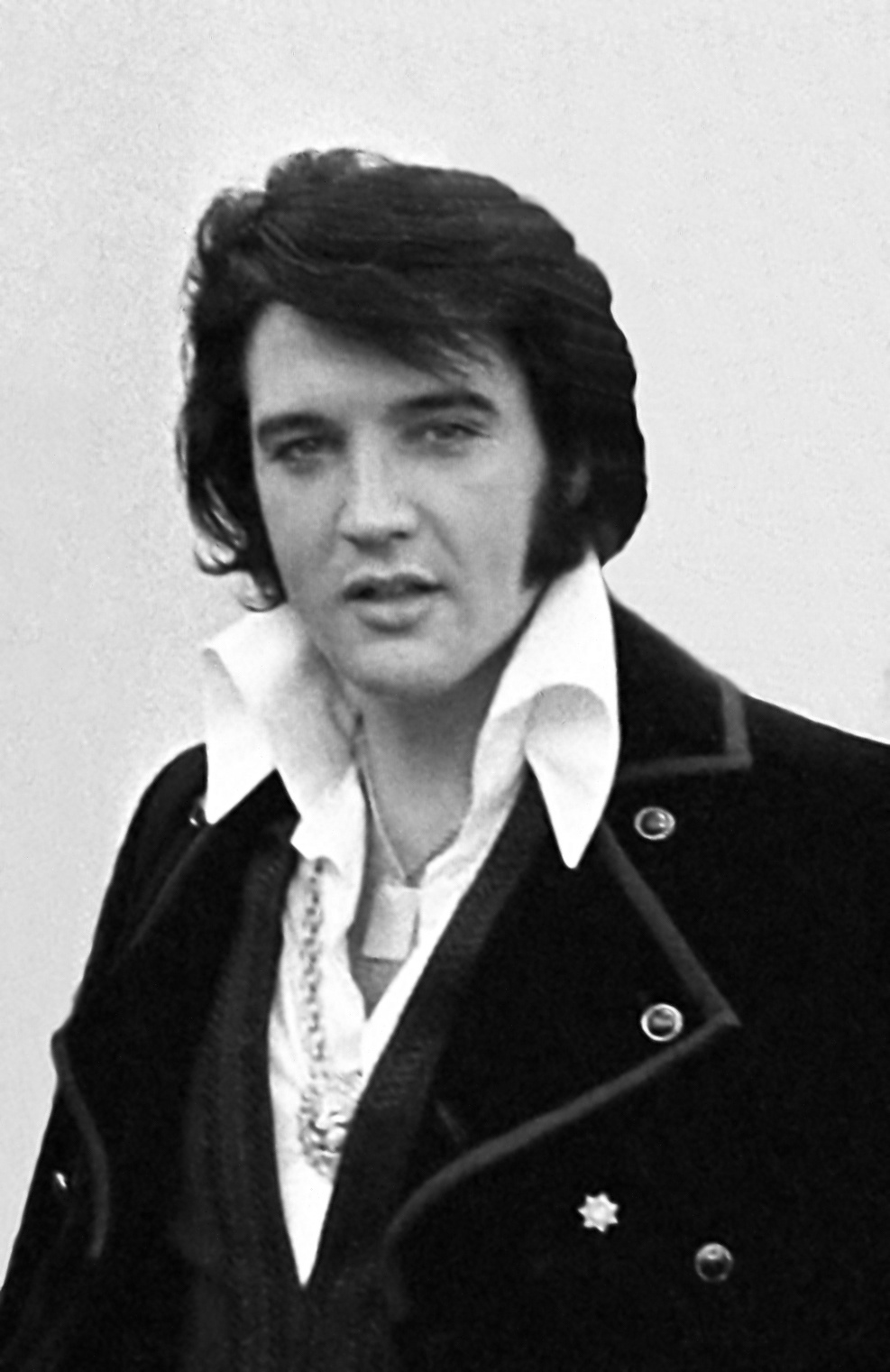
Elvis Presley

W okresie wojny secesyjnej stworzono znacznie więcej utworów niż w czasie jakiejkolwiek innej wojny z udziałem Stanów Zjednoczonych. Były one bardzo różnorodne i pochodziły z najróżniejszych źródeł. Battle Hymn of the Republic zapożyczył melodię od pieśni metodystów. Dixie była piosenką, którą Daniel Emmett przejął od dwóch czarnoskórych śpiewaków z Ohio, o nazwisku Snowden. Pieśni wojny secesyjnej były śpiewane także w innych wojnach toczonych przez Stany Zjednoczone, np. Battle Hymn of the Republic w trakcie wojny amerykańsko-hiszpańskiej, I wojny światowej i II wojny światowej.
Artyści southern rockowi często używali konfederackiej flagi jako symbolu własnego stylu muzycznego.
Aura Lee, piosenka z czasów wojny secesyjnej, stała się podstawą dla Love me Tender Elvisa Presleya. Presley wykonał również An American Trilogy, którą opisywano jako mieszankę All My Trials, The Battle Hymn of the Republic i Dixie, z przewagą tej ostatniej.
W USA jednym z bardziej znanych zespołów założonym przez członków grup rekonstrukcji historycznej jest 2nd South Carolina String Band, który w swojej twórczości odtwarza wiele utworów z okresu wojny secesyjnej.

## Piosenki w kolejności chronologicznej
sł. = Słowa

muz. = Muzyka

### 1861
- The First Gun is Fired, sł. muz. George F. Root
- The Bonnie Blue Flag, sł. Mrs Annie Chamber-Ketchum muz. Harry MacCarthy
- I’m Going Home to Dixie, sł. Dan Emmett
- John Brown’s Body, sł. anonim muz. William Steffe
- Maryland, My Maryland, sł. James Ryder Randall muz. Walter de Mapers
- The Vacant Chair, sł. Henry S. Washburne muz. George Frederick Root

### 1862
- Here’s Your Mule – C. D. Benson
- Battle Cry of Freedom – George F. Root

### 1863

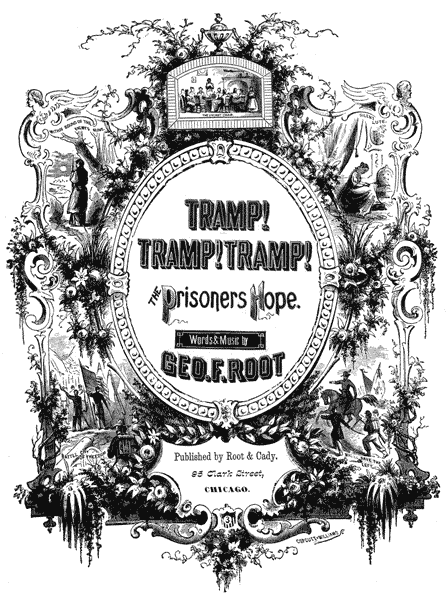
Okładka z 1864 roku zawierająca zapis nutowy piosenki Tramp! Tramp! Tramp!

- All Quiet Along the Potomac Tonight, sł. muz. John Hill Hewitt
- Just before the Battle, Mother, sł. George F. Root
- Mother Would Comfort Me, sł. muz. Charles C. Sawyer
- Tenting on the Old Camp Ground, sł. muz. Walter Kittredge
- Weeping Sad And Lonely, sł. Charles Carroll Sawyer muz. Henry Tucker
- When Johnny Comes Marching Home Again, sł. muz. Louis Lambert & Patrick Gilmore
- You Are Going to the Wars, Willie Boy!, w. muz. John Hill Hewitt
- The Young Volunteer, sł. muz. John Hill Hewitt

### 1864
- Tramp! Tramp! Tramp! (The Boys Are Marching), sł. muz. George F. Root

### 1865
- Jeff in Pettycoats, sł. muz. Henry Tucker
- Marching Through Georgia, sł. muz. Henry Clay Work
- Good Bye, Old Glory, sł. L. J. Bates, muz. George Frederick Root

## Nagrania dźwiękowe
| Dixie |  |
|       |  |
|       |  |

| When Johnny Comes Marching Home |  |
|                                 |  |
|                                 |  |